# Song Ji-hyo's Beauty View
Vẻ đẹp của Song Ji-hyo (tiếng Hàn:송지효의 뷰티뷰), là một chương trình truyền hình tạp kĩ của Hàn Quốc trên kênh JTBC2 do Song Ji-hyo, Gong Myung và Kim Mi Gu dẫn chương trình. Chương trình cung cấp những hướng dẫn làm đẹp hoàn hảo để phù hợp với sở thích cá nhân. Chương trình được phát sóng vào thứ năm hàng tuần lúc 9 giờ 20 tối (KST) trên kênh  JTBC2.

## Nội dung
Mỗi tập phim sẽ có những người không nổi tiếng được mời làm người mẫu trang điểm trong chương trình. Chuyên gia trang điểm chuyên nghiệp sử dụng cọ và mĩ phẩm của mình rồi trang điểm cho họ để cho người xem thấy thế giới làm đẹp hấp dẫn. Mỗi tập phim sẽ có những chủ đề làm đẹp khác nhau mà khán giả có thể tham khảo.

## Danh sách tập phim
| Tập phim | Ngày phát sóng | Đề tài                                            | Khách mời                            |
| -------- | -------------- | ------------------------------------------------- | ------------------------------------ |
| 1        | 19 tháng 1     | Trang điểm hoa hồng                               | Cha Eun-woo, Moon Bin ( Astro )      |
| 2        | 26 tháng 1     | Nâng cao các tính năng ẩn của bạn                 | Jung Chae-yeon, Ki Hui-hyeon ( DIA ) |
| 3        | 2 tháng 2      | Cách để làn da của bạn trắng sáng lên             | Kim Jisook                           |
| 4        | 9 tháng 2      | Tốc độ là cần thiết để trở nên đẹp                | Lee Mi-joo, Jung Ye-in ( Lovelyz )   |
| 5        | 16 tháng 2     | Mẹo trang điểm cho thần tượng                     | Cheng Xiao, Eunseo ( Cosmic Girls )  |
| 6        | 23 tháng 2     | Các vấn đề hóa học trong các sản phẩm chăm sóc da | Hyojung, Jiho ( Oh My Girl )         |
| 7        | 2 tháng 3      | Đàn ông cũng cần chăm sóc sắc đẹp                 | Kim Him-chan, Yoo Young-jae ( BAP )  |
| 8        | 9 tháng 3      | TPO Makeup luôn cần thiết                         | Kang Ji-young, Jo Soo-ae             |
| 9        | 16 tháng 3     | Trang điểm phù hợp với lứa tuổi của bạn           | Park Kyungri                         |
| 10       | 23 tháng 3     | Màu sắc cá nhân                                   | Kyung Soo-jin                        |